# Turtle (formato)
Turtle (Terse RDF Triple Language) è un formato di file ideato per esprimere dati di tipo RDF con una sintassi adatta a SPARQL. Secondo le convenzioni RDF, le informazioni sono rappresentate per mezzo di "triple", ciascuna delle quali consiste di un soggetto, un predicato e un oggetto. Ognuno di questi elementi è espresso come URI.

## Storia
Turtle venne definito da Dave Beckett come un sottinsieme del linguaggio Notation3 (N3) di Tim Berners-Lee e Dan Connolly, e soprainsieme del formato N-Triples. A differenza del Notation3 completo, che ha un potere espressivo maggiore di RDF, Turtle può soltanto serializzare grafi RDF validi. Turtle è un'alternativa a RDF/XML, la sintassi originariamente unica e standardizzata per RDF. Al contrario di RDF/XML, Turtle non è basato su XML e in generale è riconosciuto come maggiormente leggibile e più semplice da modificare manualmente.
Nel 2011, un gruppo di lavoro del World Wide Web Consortium (W3C) iniziò a lavorare su un aggiornamento di RDF, che avevano intenzione di pubblicare assieme alla versione standardizzata di Turtle. Tale specifica di Turtle venne pubblicata come raccomandazione W3C solo il 25 febbraio 2014.
Una porzione significante dei toolkits RDF include il parsing Turtle e la possibilità di serializzazione. Alcuni esempi di simili toolkit sono Redland, Sesame, Jena and RDFLib.
Il tipo MIME di Turtle è text/turtle. La codifica dei caratteri utilizzata in Turtle è UTF-8.

## Esempio
L'esempio seguente definisce tre prefissi ("rdf", "dc", and "ex") e li utilizza per esprimere affermazioni sulla redazione della specifica RDF/XML:
```
 
@prefix
 
rdf:
 
<http://www.w3.org/1999/02/22-rdf-syntax-ns#>
 
.

 
@prefix
 
dc:
 
<http://purl.org/dc/elements/1.1/>
 
.

 
@prefix
 
ex:
 
<http://example.org/stuff/1.0/>
 
.

 
 
<http://www.w3.org/TR/rdf-syntax-grammar>

   
dc
:
title
 
"RDF/XML Syntax Specification (Revised)"
 
;

   
ex
:
editor
 
[

     
ex
:
fullname
 
"Dave Beckett"
;

     
ex
:
homePage
 
<http://purl.org/net/dajobe/>

   
]
 
.

```

(Gli esempi in Turtle sono validi anche in Notation3)
L'esempio si riferisce ad un grafo RDF di quattro triple, le quali esprimono i seguenti fatti:
- La relazione tecnica del W3C sulla sintassi e grammatica RDF  ha come titolo "RDF/XML Syntax Specification (Revised)".
- L'editore della relazione è un certo individuo, il quale a sua volta
  - Ha come nome "Dave Beckett".
  - Ha la sua homepage presso l'indirizzo "http://purl.org/net/dajobe/".

Segue l'elenco delle tre triple rese esplicite, in notazione N-Triples:
```
 
<http://www.w3.org/TR/rdf-syntax-grammar>
 
<http://purl.org/dc/elements/1.1/title>
 
"RDF/XML Syntax Specification (Revised)"
 
.

 
<http://www.w3.org/TR/rdf-syntax-grammar>
 
<http://example.org/stuff/1.0/editor>
 
_
:
bnode
 
.

 
_
:
bnode
 
<http://example.org/stuff/1.0/fullname>
 
"Dave Beckett"
 
.

 
_
:
bnode
 
<http://example.org/stuff/1.0/homePage>
 
<http://purl.org/net/dajobe/>
 
.

```

Dove _:bnode è una risorsa anonima.